# Klettgau (regione geografica)
Il Klettgau è una regione geografica situata nel Canton Sciaffusa, nel nord-est della Svizzera, lungo il confine con la Germania. Questa regione si estende in parte anche nel territorio tedesco, nella regione del Baden-Württemberg. È caratterizzata da un paesaggio collinare e agricolo, con un'importante tradizione vitivinicola.

## Geografia
La regione del Klettgau è l'area compresa tra l'Alto Reno a sud, il Randen a nord-est e l'Hotzenwald e la Foresta Nera a nord-ovest.

### Area svizzera

#### Canton Sciaffusa

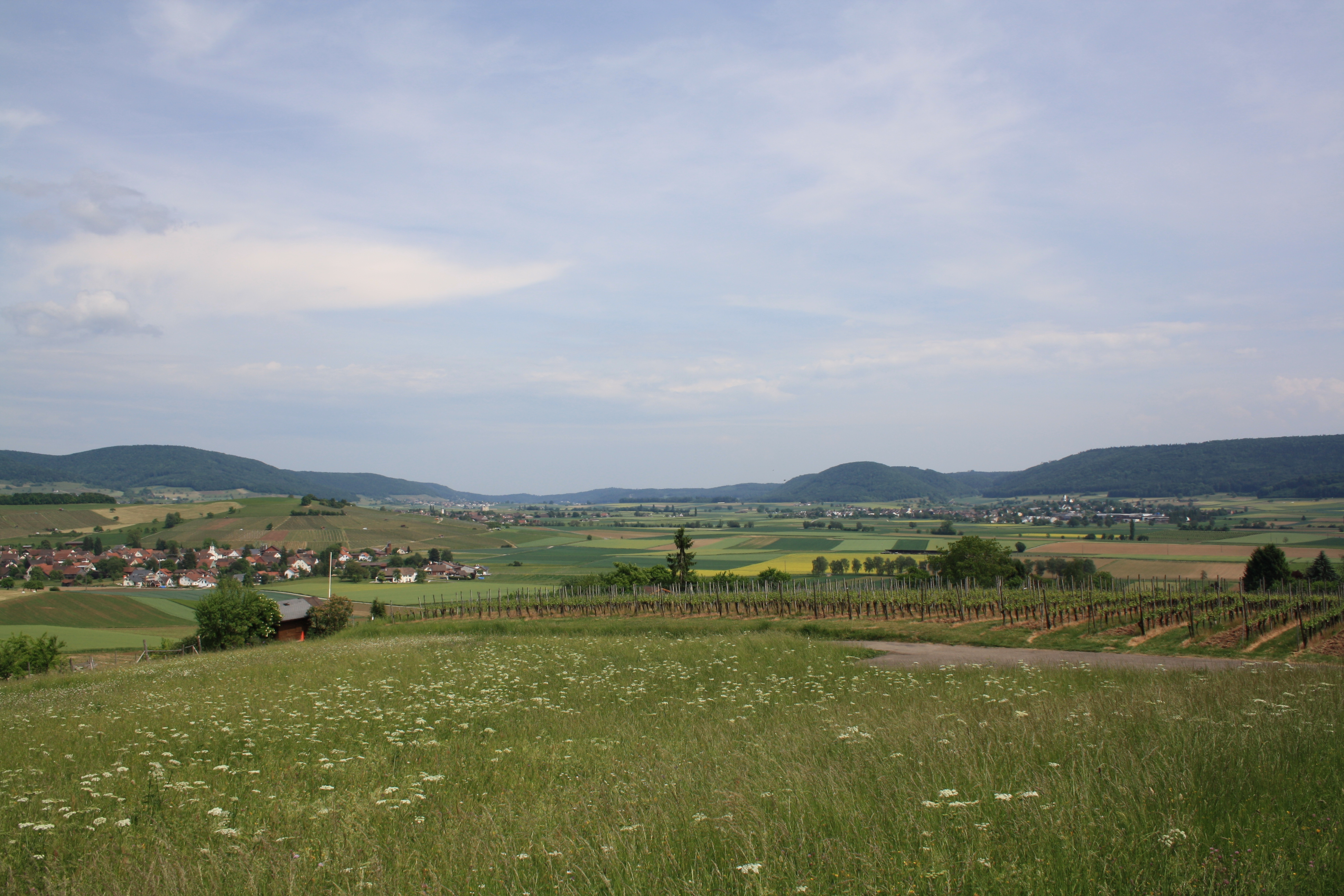
L'Oberklettgau, vista sui vigneti di Hallau in direzione di Enge davanti a Sciaffusa e Neunkirch (a destra), circondato dal massiccio del Randen

Nella parte svizzera del Klettgau si trovano i distretti dell'Oberklettgau e dell'Unterklettgau del Cantone di Sciaffusa. I seguenti villaggi fanno parte del Klettgau: Beringen, Gächlingen, Guntmadingen, Hallau, Löhningen, Neunkirch, Oberhallau, Siblingen, Trasadingen, Wilchingen. Nel 2005 i comuni di Osterfingen e Wilchingen si sono fusi nel nuovo comune di Wilchingen. All'inizio del 2013 Guntmadingen si è fuso con Beringen ed è ora una sua frazione. 

#### Canton Zurigo
Ci sono delle piccole isole del Reno presso Rüdlingen e Rietheim. L'ex castello Schwarzwasserstelz si trovava su una piccola isola rocciosa nel Reno. Fino alla vendita del 1651, la pianura del Rafzerfeld apparteneva alla Contea di Sulz, mentre in seguito appartenne al Zürichgau, oggi nel Canton Zurigo.

#### Canton Argovia
Bad Zurzach, Rekingen e Wislikofen hanno fatto parte della Contea di Baden dal 1415 al 1798, oggi Canton Argovia.

### Area tedesca
L'intera superficie sud-orientale del circondario di Waldshut, da Tiengen a ovest fino ai comuni di Lauchringen, Küssaberg, Hohentengen, Klettgau, Dettighofen e Lottstetten fino a Jestetten a est, è parte geografica e fisica del Klettgau.
La famiglia von Hohenlupfen e in seguito i principi di Fürstenberg con sede nel Castello di Hohenlupfen e nella città di Stühlingen formarono in questa zona un proprio landgraviato, la Contea di Stühlingen. Questo fu successivamente chiamato anche Wuotenamt a causa della sua posizione nella valle di Wutach.

### Clima
A causa dell'ombra pluviometrica della Foresta Nera e del Randen, il Klettgau è considerato secco. Cadono solo circa 900 millimetri di pioggia all'anno.

## Storia

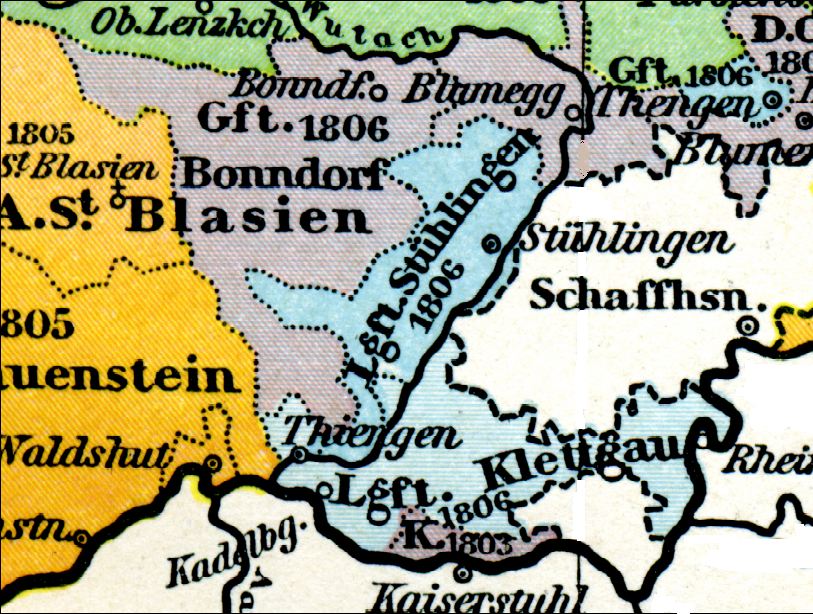
Il Landgrafschaft Klettgau nella sua estensione del 1806. In giallo l'Austria Anteriore, in verde il Principato di Fürstenberg